# Michael Kretschmer
Michael Kretschmer (nacido el 7 de mayo de 1975) es un político alemán de la Unión Demócrata Cristiana (CDU). Se desempeña como Ministro Presidente de Sajonia desde el 13 de diciembre de 2017.  De 2002 a 2017 fue miembro del Bundestag como representante elegido directamente en el distrito de Görlitz. De 2009 a 2017 fue uno de los vicepresidentes del grupo parlamentario CDU/CSU. El 18 de octubre de 2017, el ministro-presidente sajón Stanislaw Tillich anunció su renuncia y Kretschmer lo reemplazó.

## Biografía

### Formación y vida personal
Kretschmer creció en Görlitz-Weinhübel, en la región de la Alta Lusacia, en el este de Alemania. Tras obtener la educación secundaria en 1991, completó una formación profesional como técnico en electrónica de oficina hasta 1995. Posteriormente, obtuvo el título de ingeniero industrial en la Universidad de Ciencias Aplicadas de Dresde en 2002. Está casado desde 2020 con Annett Hofmann, ex periodista y portavoz del Ministerio de Asuntos Sociales de Sajonia, y tienen dos hijos.

### Carrera política
Kretschmer se unió en 1989 a la Juventud Demócrata Cristiana de la CDU del Este, que en 1990 se fusionó con la Junge Union de Alemania Occidental. Entre 1993 y 2002, formó parte de la dirección regional de la Junge Union en Sajonia y Baja Silesia. Fue elegido miembro del Bundestag en 2002, representando directamente al distrito de Görlitz. En 2005, asumió el cargo de secretario general de la CDU en Sajonia y, entre 2009 y 2017, fue vicepresidente del grupo parlamentario CDU/CSU en el Bundestag.
En las elecciones federales de 2017, perdió su escaño ante Tino Chrupalla, candidato de la AfD. Poco después, en diciembre de 2017, fue designado Ministro Presidente de Sajonia, sucediendo a Stanislaw Tillich luego de su dimisión. 
En las elecciones estatales de 2019 en Sajonia, la coalición entre la Unión Demócrata Cristiana y el Partido Socialdemócrata, que sostenía al gobierno de Michael Kretschmer, perdió la mayoría en el Parlamento regional. Dado el cordón sanitario establecido contra Alternativa para Alemania y el rechazo de la CDU a pactar con La Izquierda, solo quedaba una opción de coalición viable: un tripartito entre la CDU, el SPD y Los Verdes. Finalmente, esta alianza se concretó y Kretschmer fue reelegido como Ministro Presidente.
Desde 2022, Kretschmer ha sido uno de los cuatro vicepresidentes de la CDU, bajo la dirección del presidente Friedrich Merz.
En 2024, ante unas encuestas que mostraban un empate técnico entre la CDU y la AfD en las Elecciones estatales de ese año, Kretschmer hizo un llamamiento al "voto útil" a favor de su partido para evitar una victoria de la extrema derecha. En los comicios, la CDU logró imponerse a la AfD por un estrecho margen de algo más de un punto porcentual. Sin embargo, debido al fuerte retroceso electoral de Los Verdes, la coalición saliente no alcanzó la mayoría parlamentaria.
Ante este escenario, la CDU exploró nuevas opciones de gobierno. Una posibilidad fue negociar con la recién creada formación de Sahra Wagenknecht (BSW), que había obtenido 15 escaños en el Parlamento estatal. Las conversaciones se prolongaron durante casi dos meses, pero finalmente fracasaron debido a diferencias sustanciales en diversas áreas programáticas. La BSW decidió retirarse de las negociaciones y descartó formar parte de una coalición con la CDU.
Tras esta ruptura, quedaban tres alternativas principales para los democristianos: convocar nuevas elecciones, formar un gobierno en minoría con el SPD o gobernar en solitario. Finalmente, la CDU optó por una coalición en minoría con el SPD.
La fecha para la reelección de Kretschmer como Ministro Presidente se fijó para el 18 de diciembre de 2024. Se preveía que sería elegido en tercera votación, en la que basta con obtener una pluralidad (más votos que cualquier otro candidato). Sin embargo, en la segunda votación Kretschmer fue investido con mayoría absoluta, tras recibir el respaldo de La Izquierda y Los Verdes, que decidieron apoyarlo para evitar una repetición de la crisis política vivida en Turingia en 2020. En la votación también se presentaron Jörg Urban (AfD) y Matthias Berger (Freie Wähler), quien había obtenido 6 votos en la primera ronda y se sospechaba una alianza con la AfD para recibir sus votos en segunda y tercera votación, cosa que ocurrió.